# Éternoz
Éternoz era una comuna francesa que estaba situada en el departamento de Doubs, de la región de Borgoña-Franco Condado, que el 1 de enero de 2025 pasó a formar parte de la comuna nueva de Éternoz-Vallée-du-Lison.

## Historia
En 1972 absorbe las comunas de Alaise, Coulans-sur-Lizon, Doulaize y Refranche.

## Demografía
| Gráfica de evolución demográfica de Éternoz entre 1800 y 2022 |
|                                                               |

Los datos demográficos contemplados en este gráfico de la comuna de Éternoz se han cogido de 1800 a 1999 de la página francesa EHESS/Cassini, y los demás datos de la página del INSEE.